# Crookesita
La crookesita és un mineral de la classe dels sulfurs. Rep el seu nom del científic britànic, Sir William Crookes (1832-1919), qui va descobrir el tal·li l'any 1861.

## Característiques
La crookesita és un sulfur, un selenur de coure, tal·li i argent de fórmula química Cu₇(Tl, Ag)Se₄. Antigament es considerava que la seva fórmula era (Cu, Tl, Ag)₂Se. Cristal·litza en el sistema tetragonal, i es troba en forma de taques o disseminada en petits filons. La seva duresa a l'escala de Mohs es troba entre 2,5 i 3.
Segons la classificació de Nickel-Strunz, la crookesita pertany a «02.BD: Sulfurs metàl·lics, M:S > 1:1 (principalment 2:1), amb Hg, Tl» juntament amb els següents minerals: imiterita, gortdrumita, balcanita, danielsita, donharrisita, carlinita, bukovita, murunskita, talcusita, rohaïta, calcotal·lita, sabatierita i brodtkorbita.

## Formació i jaciments
Es troba en dipòsits hidrotermals, juntament amb altres selenurs. Sol trobar-se associada a altres minerals com: umangita, berzelianita, eucairita, klockmannita, clausthalita, sabatierita, linnaeïta, calcita o quars. Va ser descoberta l'any 1866 a la mina Skrikerum, a Valdemarsvik (Östergötland, Suècia).